# Ptychadena filwoha
Ptychadena filwoha é uma espécie de anfíbio da família Ranidae.
Pode ser encontrada nos seguintes países: Etiópia, e possivelmente Djibouti, Eritrea e Somália.
Os seus habitats naturais são: savanas áridas, matagal árido tropical ou subtropical, rios, pântanos, marismas de água doce e nascentes de água doce.
Está ameaçada por perda de habitat.